# Johan Menschefer

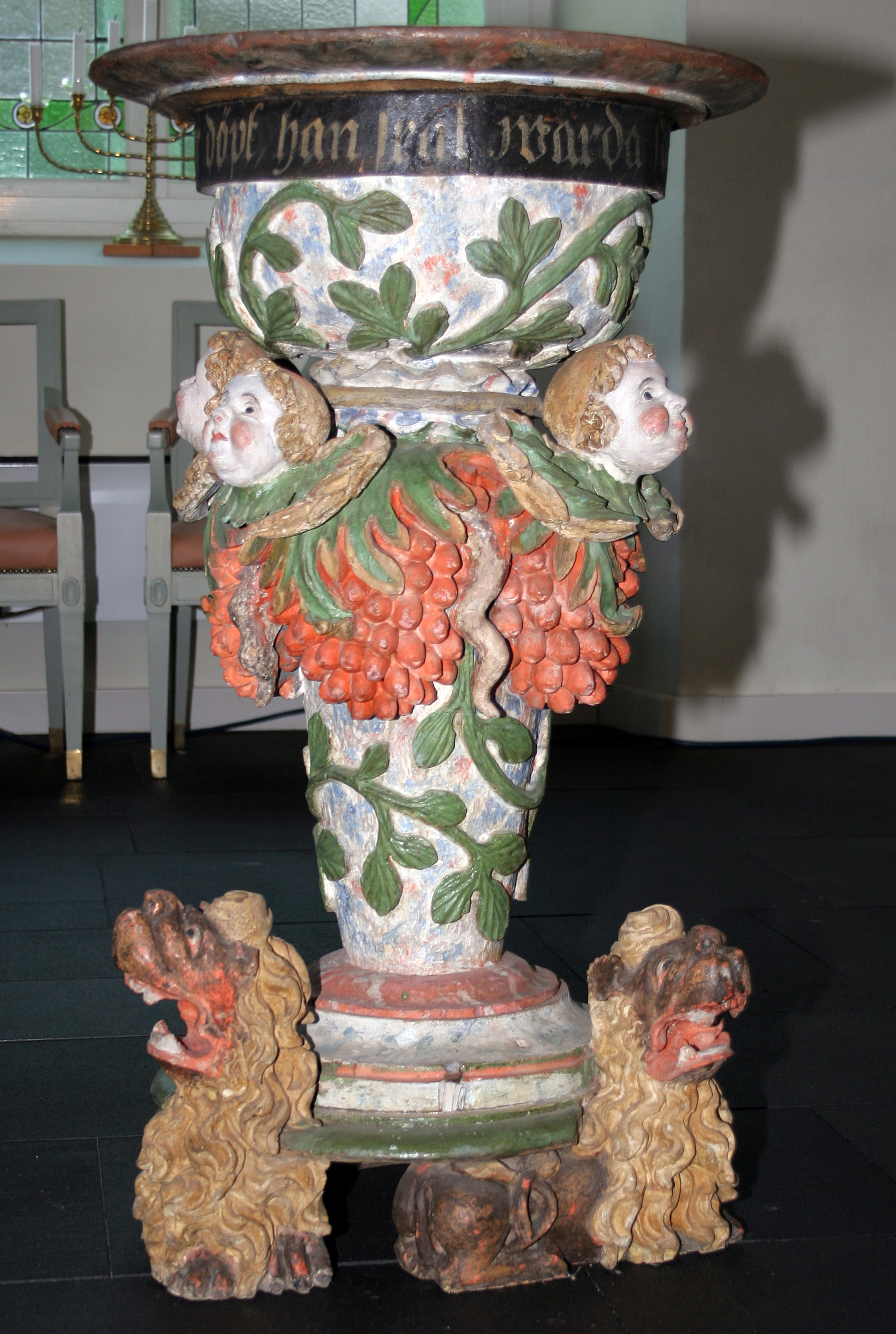
Dopfunt i Glimåkra kyrka utförd av Johan Menschefer.

Johan Menschefer var en tyskfödd träsnidare, verksam i Sverige omkring 1700.
Mycket litet är känt om Menschefer liv och leverne. Man vet att han 1696 utförde en dopfunt till Örkeneds kyrka och 1698-1700 likaså en liknande för Glimåkra kyrka. De är utförda i en barockstil av en något robust karaktär. Deras fot och cuppa pryds av en vinlövsranka i låg relief, omkring fotens övre del finns kraftiga druvklasar och bevingade kerubhuvuden. Deras runda fotplatta är utsmyckad med tre lejonfigurer med polykrom bemålning. Till båda hörde en baldakin, varav vilka den i Örkened är bevarad. 